# 태국의 코로나19 범유행
다음은 태국에서의 코로나19 범유행에 관한 설명이다.

## 경과
태국 정부는 1월 3일부로 수완나품 국제공항, 돈므앙 국제공항, 푸껫 국제공항, 치앙마이 국제공항 외 총 4개 공항에서 우한발 노선 탑승객 대상 검역을 개시하였다. 이 과정에서 신종 코로나바이러스 관련 증세를 보인 승객들을 검사한 결과, 다른 호흡기 질환을 가진 사례로 드러났다.
1월 13일, 태국 내 첫번째 감염자가 확인되었다. 이는 중국 이외 국가에서의 첫 감염 보고사례이기도 했다. 감염환자는 61세 중국인 여성으로 우한시 거주 주민이었었다. 바이러스의 근원지로 지목된 화난 수산물 시장은 방문하지 않았으나 다른 시장은 들른 경험이 있는 것으로 조사됐다. 지난 1월 5일 인두염과 고열, 오한, 두통 등의 증세가 시작되었으며 1월 8일 가족들과 함께 단체관광객으로 태국 방콕의 수완나품 국제공항으로 입국절차를 밟던 중 열화상카메라로 검역당국에 감지되어 병원에 격리 조치됐다. 나흘 뒤 당국이 코로나바이러스 검사를 실시한 결과 양성 판정이 나왔다.
1월 17일에는 우한시에서 항공편을 통해 방콕에 도착한 74세 여성이 확진자로 판명되면서 두번째 환자로 기록됐다. 1월 21일에는 치앙마이주의 나콘핑 병원에서 우한시 출신으로 치앙마이로 넘어온 18세 남성 환자가 고열 증세를 보여 감염의심자로 보고했다고 밝혔다. 병원 측은 상세분석을 위해 환자의 혈액을 추출하여 방콕의 왕립 출랄롱콘 기념병원으로 보냈다고 밝혔다. 1월 22일, 태국 보건부는 국내 확진자가 두 명 추가되었다고 발표했다. 세번째 환자는 68세 중국인 관광객 남성으로 이전과 같은 유형의 환자였으나, 네번째 환자는 우한시를 방문한 뒤 나콘빠톰주 병원에 격리수용된 73세 태국인 여성으로, 첫 태국인 환자로 기록됐다.
1월 24일에는 우한시에서 넘어온 33세 중국인 여성이 다섯번째 확진자로 판명됐다. 지난 21일, 7세 딸과 함께 태국 방콕으로 입국한 이 환자는 사흘 뒤 스스로 현지 병원을 찾아 검사를 진행했고 양성 판정을 받았다. 1월 25일, 쁘라쭈압키리칸주 후아힌구 정부는 우한시 출신의 73세 중국인 관광객 여성이 감염의심자로 보고됐다고 밝혔다. 이 환자는 19일 입국하여 23일 후아힌의 사립병원을 찾은 것으로 알려졌다. 1차 검사 결과 양성반응이 나왔으나 방역당국은 다른 확인과정 결과를 기다리고 있는 중이라고 밝혔다.
1월 26일, 태국 보건부는 현재까지 확인된 우한 코로나바이러스 확진자가 8명에 달한다고 공식 발표했다. 이 통계에는 후아힌에서 보고된 감염의심자도 포함되었다. 나콘빠톰주의 태국인 환자를 제외하면 전원 중국인 관광객이며, 최초 감염자 다섯 명은 이미 퇴원절차를 밟았다고 밝혔다. 이밖에도 검사 결과를 기다리는 감염의심자가 39건 존재한다고 밝혔다. 1월 28일에는 하루에만 여섯 명의 확진자가 추가되었다. 이들 중 다섯 명은 우한시 출신 일가족이며 나머지 한 명은 충칭시에서 건너온 것으로 확인됐다. 태국 당국은 중국 전역에서 입국하는 승객 전원을 대상으로 감시대상을 확대하기로 밝혔다.
1월 31일 태국 내 확진자가 다섯 명 추가되어 전체 감염자수는 19명으로 늘었다. 이날 확진자 중 한 명은 중국을 방문한 경력이 없는 현지 택시운전사로, 중국인 관광객을 손님으로 태우는 과정에서 감염된 것으로 추정됐다. 이로써 태국 내에서도 2차 감염이 처음으로 공식 확인됐다. 이 환자가 병원을 찾기 전에 접촉한 사람은 최소 13명으로 조사되었는데 대부분 가족인 것으로 알려졌다. 나머지 네 명의 환자는 중국인 관광객으로 확인됐다. 2월 1일, 태국 정부는 우한시에 전세기를 띄워 자국 국민 161명을 귀국시켰다고 밝혔다.

## 같이 보기
- 코로나19 범유행의 경과